# مزگ
مزگ روستایی در دهستان باقران بخش مرکزی شهرستان بیرجند استان خراسان جنوبی ایران است. بر پایه سرشماری عمومی نفوس و مسکن در سال ۱۳۹۵ جمعیت این روستا ۶۰ نفر (در ۲۰ خانوار) بوده‌است.